# Jackson Browne

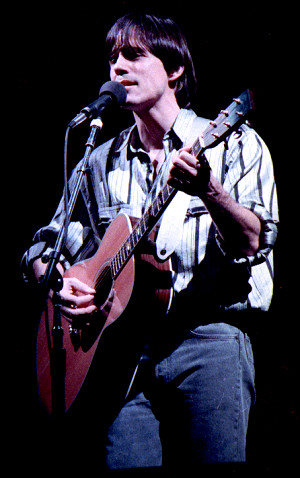
Jackson Browne in 1986

Clyde Jackson Browne (Heidelberg, West-Duitsland, 9 oktober 1948) is een Amerikaans singer-songwriter, die met zijn door folk beïnvloede introspectieve rock wordt beschouwd als een van de belangrijkste Zuid-Californische singer-songwriters uit de jaren zeventig.

## Biografie
Jackson Browne werd in 1948 geboren in het West-Duitse Heidelberg. Zijn vader, werkzaam in het Amerikaanse leger, was hier gestationeerd. Op jonge leeftijd vertrok hij met zijn familie naar Los Angeles, Californië, waar hij een interesse ontwikkelde voor folkmuziek. In 1966 werd hij gevraagd lid te worden van the Nitty Gritty Dirt Band, waar hij enige maanden bij bleef.
In 1967 tekende hij een contract bij Nina Music, en zijn nummers werden gespeeld door artiesten als Tom Rush en Steve Noonan. Hij verhuisde naar Greenwich Village, New York, waar hij voor een korte tijd lid werd van de band van Tim Buckley en hij samen met Nico drie nummers schreef voor haar album Chelsea Girl. Hierna keerde hij terug naar L.A., waar hij een folkband vormde met Ned Donehey en Jack Wilce. Ook namen artiesten als Linda Ronstadt en the Byrds nummers van hem op.
In 1971 tekende hij een contract bij Asylum Records en het daaropvolgende jaar bracht hij zijn eerste album uit, "Jackson Browne" genaamd. Vaak wordt aangegeven dat het eerste album Saturate Before Using zou heten maar dit klopt niet. Het nummer "Doctor My Eyes" werd een grote hit. Rond dezelfde tijd werd ook "Take it Easy", een nummer dat hij samen had geschreven met Glenn Frey, de doorbraakhit van de Eagles. Ondanks de hit werd Jackson Browne geen grote popster, en zijn volgende album, For Everyman, verkocht matig, ondanks goede kritieken.
Late for the Sky, zijn derde album uit 1974, maakte hem bekend onder een breder publiek en verkocht aanzienlijk beter dan zijn tweede plaat. In 1975 trouwde hij met het fotomodel Phyllis Major. Zij pleegde echter in de lente van 1976 zelfmoord door een overdosis pillen te slikken. Na haar zelfmoord bracht hij The Pretender uit, het album waarmee hij zou doorbreken bij het grote publiek.
Browne ging op een lange tournee. Tijdens deze tournee nam hij een nieuwe lp op, Running on Empty. Deze plaat zou zijn meest succesvolle worden, met hits in de vorm van de titeltrack en "The Load-Out/Stay". Hij ging zich ook inzetten voor protestacties. Zo was hij een van de oprichters van Musicians United for Safe Energy (MUSE), een protestgroep van muzikanten tegen het gebruik van kernenergie.
In 1980 bracht hij weer een nieuw album uit, Hold Out. Alhoewel het album slechte kritieken kreeg, was het een commercieel succes. Het is zijn enige plaat die in de Verenigde Staten op nummer één heeft gestaan. Zijn teksten werden gedurende de jaren tachtig politieker, wat goed te horen is op Lawyers in Love (1983) en vooral Lives in the Balance (1986), waarin hij kritiek uit op de politieke situatie onder Reagan. Het album bevatte geen hits, maar was onder de fans van Browne een groot succes. Het eveneens politiek getinte World in Motion uit 1989 deed het echter minder goed, en was zijn eerste album in tijden dat in Amerika niet de gouden status behaalde.
De daaropvolgende vier jaar werd het stil rond Browne. Wel zette hij zich in voor enkele goede doelen, en liep zijn relatie met actrice Daryl Hannah stuk. In 1993 keerde hij weer terug met het meer persoonlijke album I'm Alive, dat weliswaar geen hits bevatte, maar lovende kritieken kreeg en ook goed verkocht. Zijn volgende albums, Looking East (1996) en The Naked Ride Home (2002), konden dit succes niet voortzetten.
In 2004 werd Jackson Browne opgenomen in de Rock and Roll Hall of Fame. Ook nam hij in oktober 2004 deel aan de tournee Vote for Change, waarmee hij samen met andere muzikanten probeerde mensen te bewegen niet voor George W. Bush te stemmen tijdens de presidentsverkiezingen. In 2005 bracht hij het akoestische album Solo Acoustic - Vol. 1 uit, waarop live-nummers te horen waren. Het album was het eerste album dat uitkwam op zijn eigen label Inside Recordings.
In 2008 werkten hij en andere bekende artiesten aan het album Songs for Tibet, een steunbetuiging aan Tibet en dalai lama Tenzin Gyatso. Songs for Tibet verscheen tegelijkertijd met de Olympische Zomerspelen 2008 in de Volksrepubliek China waarvan de opening op 8 augustus plaatsvond: het album werd namelijk op 5 augustus uitgebracht via iTunes en vanaf 12 augustus via muziekwinkels overal ter wereld.

## Discografie

### Albums
| Album met eventuele hitnotering(en) in de Nederlandse Album Top 100 | Datum van verschijnen | Datum van binnenkomst | Hoogste positie | Aantal weken | Opmerkingen       |
| ------------------------------------------------------------------- | --------------------- | --------------------- | --------------- | ------------ | ----------------- |
| Jackson Browne of Saturate Before Using                             | 1972                  | -                     |                 |              |                   |
| For everyman                                                        | 1973                  | -                     |                 |              |                   |
| Late for the sky                                                    | 1974                  | 26-10-1974            | 32              | 8            |                   |
| The pretender                                                       | 1976                  | 27-11-1976            | 17              | 13           |                   |
| Running on empty                                                    | 1977                  | 07-01-1978            | 19              | 14           |                   |
| Hold out                                                            | 1980                  | 12-07-1980            | 20              | 12           |                   |
| Lawyers in love                                                     | 1983                  | 13-08-1993            | 16              | 8            |                   |
| Lives in the balance                                                | 1986                  | -                     |                 |              |                   |
| World in motion                                                     | 1989                  | 17-06-1989            | 45              | 6            |                   |
| I'm alive                                                           | 1993                  | -                     |                 |              |                   |
| Looking east                                                        | 1996                  | -                     |                 |              |                   |
| The naked ride home                                                 | 2002                  | 26-10-2002            | 79              | 2            |                   |
| Solo acoustic, vol. 1                                               | 2005                  | -                     |                 |              |                   |
| Solo acoustic, vol. 2                                               | 15-02-2008            | 15-03-2008            | 70              | 2            |                   |
| Time the conqueror                                                  | 19-09-2008            | 04-10-2008            | 48              | 3            |                   |
| Love is strange                                                     | 21-05-2010            | 29-05-2010            | 59              | 1            | met David Lindley |
| Standing in the breach                                              | 2014                  |                       |                 |              |                   |
| Downhill from Everywhere                                            | 2021                  |                       |                 |              |                   |

| Album met hitnotering(en) in de Vlaamse Ultratop 200 albums | Datum van verschijnen | Datum van binnenkomst | Hoogste positie | Aantal weken | Opmerkingen |
| ----------------------------------------------------------- | --------------------- | --------------------- | --------------- | ------------ | ----------- |
| Time the conqueror                                          | 2008                  | 11-10-2008            | 89              | 2            |             |

### Singles
| Single met eventuele hitnotering(en) in de Nederlandse Top 40 | Datum van verschijnen | Datum van binnenkomst | Hoogste positie | Aantal weken | Opmerkingen                                          |
| ------------------------------------------------------------- | --------------------- | --------------------- | --------------- | ------------ | ---------------------------------------------------- |
| Doctor my eyes                                                | 1972                  | 29-04-1972            | tip15           | -            |                                                      |
| You're a Friend of Mine                                       | 1985                  | 04-01-1986            | 7               | 10           | met Clarence Clemons / #10 in de Nationale Hitparade |

### Dvd's
| Dvd's met hitnoteringen in de Nederlandse Music Top 30 | Datum van verschijnen | Datum van binnenkomst | Hoogste positie | Aantal weken | Opmerkingen |
| ------------------------------------------------------ | --------------------- | --------------------- | --------------- | ------------ | ----------- |
| I'll do anything - Live in concert                     | 2013                  | 06-07-2013            | 19              | 7*           |             |

### NPO Radio 2 Top 2000
| Nummers met noteringen in de NPO Radio 2 Top 2000 | '99  | '00  | '01 | '02  | '03  | '04  | '05  | '06  | '07  | '08  | '09  | '10  | '11  | '12  | '13  | '14  | '15 | '16 | '17 | '18 | '19 | '20 | '21 | '22 | '23 | '24 |
| ------------------------------------------------- | ---- | ---- | --- | ---- | ---- | ---- | ---- | ---- | ---- | ---- | ---- | ---- | ---- | ---- | ---- | ---- | --- | --- | --- | --- | --- | --- | --- | --- | --- | --- |
| Doctor My Eyes                                    | -    | 1827 | -   | -    | 1960 | -    | -    | -    | -    | -    | -    | -    | -    | -    | -    | -    | -   | -   | -   | -   | -   | -   | -   | -   | -   | -   |
| The Load-Out/Stay                                 | 438  | 177  | 114 | 80   | 100  | 109  | 95   | 91   | 74   | 88   | 80   | 95   | 108  | 128  | 131  | 95   | 104 | 139 | 150 | 231 | 230 | 303 | 249 | 331 | 383 | 372 |
| The Pretender                                     | -    | 1581 | -   | 961  | 1208 | 1062 | 1592 | 1540 | 1514 | 1411 | 1591 | 1456 | 1572 | 1789 | 1842 | 1731 | -   | -   | -   | -   | -   | -   | -   | -   | -   | -   |
| You're a Friend of Mine (met Clarence Clemons)    | 1846 | 1585 | -   | 1522 | -    | 1837 | -    | -    | -    | -    | -    | -    | -    | -    | -    | -    | -   | -   | -   | -   | -   | -   | -   | -   | -   | -   |

1. ↑  Een '-' betekent dat het nummer niet was genoteerd en een vetgedrukt getal geeft de hoogste notering van een nummer aan.

### NPO Radio 5 Evergreen Top 1000
| Positie | 130 | 155 |

- Bibsys: 3094228
- Biblioteca Nacional de España: XX867174
- Bibliothèque nationale de France: cb13891894f (data)
- Catàleg d'autoritats de noms i títols de Catalunya: 981058510039406706
- Gemeinsame Normdatei: 123315778
- International Standard Name Identifier: 0000 0000 7827 2285
- Library of Congress Control Number: n82028104
- MusicBrainz: 88527d26-7496-47c5-8358-ebdb1868a90f
- Bibliotheek van het Japanse parlement: 00620429
- Nationale Bibliotheek van Tsjechië: xx0036719
- Nationale Bibliotheek van Israël: 987007297832805171
- Nederlandse Thesaurus van Auteursnamen: 069984107
- Réseau des bibliothèques de Suisse occidentale: 02-A003048796
- SNAC: w6b01060
- Système universitaire de documentation: 078052246
- Virtual International Authority File: 917912
- WorldCat: E39PBJmxXWYkjc4h3rpmX4JkXd